# Maitencillo (Puchuncaví)
Maitencillo es un pueblo de la comuna de Puchuncaví en la Región de Valparaíso (Chile). Está ubicado a 11 km al norte de Puchuncaví. Posee playas y terrenos boscosos con una abundante oferta hotelera y gastronómica. Su extensa playa se divide en: Aguas Blancas, Los Pinos, Las Conchitas, Los Pocitos, La Caleta, Playa Chica, Playa Chungungo, El Abanico y Playa Grande.
Maitencillo es bastante conocido por ser un exclusivo balneario de vacaciones para (en su mayoría) familias con alto poder adquisitivo, ya que el valor de los terrenos en esta área es muy elevado y se destaca por sus casas y departamentos de lujo.
Entre sus actividades principales se encuentran los deportes extremos, como son el surf (Playa El Abanico) y parapente (Playa Aguas Blancas), además de sus deportes extremos, es famoso por su caleta que además de ofrecer frescos y deliciosos mariscos. Tiene una feria artesanal y una oferta de helados artesanales que tienen fama en la Región de Valparaíso. En el verano, cuando la actividad turística está en su plenitud, puede llegar a albergar a una población flotante de más de 20 mil personas.
Es el área urbana más grande del país sin servicios sanitarios formales, situación que es suplida por el abastecimiento de camiones cisternas, pozos particulares, pozos sépticos y compra de agua a distribuidores. El 24 de octubre de 2021 se anunció la construcción del sistema de agua potable y una red de saneamiento.